# Hygeberht
Vous lisez un « bon article » labellisé en 2017.
Hygeberht (également appelé Hygebeorht ou Higbert) est un prélat anglo-saxon de la deuxième moitié du VIIIe siècle.
Évêque de Lichfield à partir de 779, Hygeberht est élevé au rang d'archevêque en 787 en accord avec le souhait du roi Offa de Mercie, qui cherche vraisemblablement à réduire l'autorité de l'archevêque de Cantorbéry sur son royaume. Malgré les réticences du chapitre de Cantorbéry à reconnaître la nouvelle situation, c'est Hygeberht qui sacre l'archevêque Æthelhard en 793.
Après la mort d'Offa, en 796, son successeur Cenwulf s'efforce de rétablir la situation antérieure. Il obtient gain de cause au concile de Clofesho, en 803, qui décide le retour de Lichfield au rang de simple évêché. Mais Hygeberht n'occupe déjà plus ce poste à cette date : il abdique entre 799 et 801, et c'est en tant qu'abbé qu'il assiste à ce concile. C'est là sa dernière apparition dans les sources.

## Biographie

### Origines
Les origines de Hygeberht sont inconnues, mais ses liens étroits avec le royaume de Mercie suggèrent que c'est là qu'il est né. Il devient évêque de Lichfield en 779. Cette année-là, il assiste à un concile en Mercie où il est qualifié d'electus praesul, « évêque élu ». Deux ans plus tard, en 781, il apparaît comme témoin sur une charte d'Offa de Mercie concernant une église à Worcester.

### Élévation

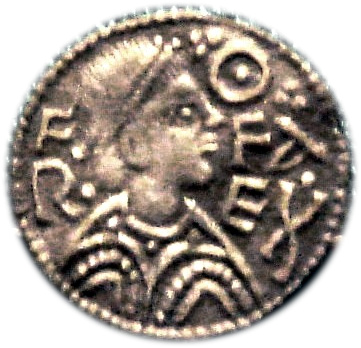
Un penny d'argent à l'effigie d'Offa de Mercie.

En 787, le concile de Chelsea permet à Offa d'obtenir la création d'un archevêché sur le sol de son royaume, centré sur le diocèse de Lichfield, dont le titulaire, Hygeberht, devient ainsi archevêque. Ce dernier, qui assiste au concile, en signe pourtant le compte-rendu en tant qu'évêque. Il n'existe aucune trace du rôle qu'il a pu jouer dans ces événements ou dans les délibérations du concile.
La création d'un archevêché mercien est peut-être envisagée dès 786 à la cour d'Offa. Dans une lettre au pape, son successeur indirect sur le trône de Mercie, Cenwulf, indique qu'il détestait l'archevêque de Cantorbéry Jænberht et le peuple du royaume du Kent où se trouve la ville de Cantorbéry. Selon l'historien du XIIIe siècle Matthieu Paris, Offa accuse Jænberht d'avoir promis au roi franc Charlemagne un lieu où débarquer ses armées sur la côte du Kent au cas où celui-ci prévoirait une invasion de la Grande-Bretagne. Il pourrait s'agir d'une invention, mais Paris tient peut-être cette histoire de l'abbaye Saint-Alban, fondée par Offa et où il a été moine.
Offa possède certainement d'autres motivations. Avoir un archevêque plutôt qu'un évêque à la tête du principal diocèse de Mercie contribuerait à la gloire de son royaume et le libérerait de sa dépendance ecclésiastique à l'égard du siège de Cantorbéry, situé dans un royaume auquel Offa vient d'imposer sa domination. Jænberht est partisan du roi de Kent Ecgberht II, qui ne semble pas avoir été particulièrement proche d'Offa, et un archevêque indifférent (voire hostile) à sa férule constitue une menace pour ce dernier. Par ailleurs, il est possible que Jænberht ait refusé de sacrer Ecgfrith, le fils d'Offa, lui donnant ainsi une raison supplémentaire de souhaiter la création d'un archevêché à Lichfield. Ecgfrith est sacré l'année même du concile.
Durant le concile, Offa fait le serment de donner 365 mancusii par an à la papauté afin de pouvoir aux besoins des pauvres de Rome et d'assurer l'éclairage de la basilique Saint-Pierre, en remerciement pour ses victoires. Selon C. J. Godfrey, il s'agit en fait plutôt d'un paiement en échange de l'accord papal pour l'élévation du diocèse de Lichfield. Quelle que soit la motivation d'Offa, les historiens considèrent généralement qu'il s'agit de l'origine du denier de Saint-Pierre, une « taxe » annuelle payée à Rome par l'Église d'Angleterre.

### Archevêque

Carte des diocèses du sud de l'Angleterre sous le règne d'Offa. La ligne pleine marque la frontière présumée entre les provinces de Cantorbéry et de Lichfield.

En 788, Hygeberht se rend à Rome pour recevoir le pallium, symbole de l'autorité archiépiscopale, des mains du pape Adrien Ier. Il est encore appelé « évêque » dans une charte de 788, mais une autre charte de la fin de l'année lui attribue le rang d'« archevêque », que l'on retrouve dans d'autres chartes de 789 et 792 et jusqu'en 799.
D'après la Gesta pontificum Anglorum de Guillaume de Malmesbury, rédigée vers 1120, les évêques de Winchester, Sherborne, Selsey, Rochester et Londres restent suffragants de Cantorbéry, tandis que les évêques de Worcester, Hereford, Leicester, Lindsey, Dommoc et Elmham deviennent suffragants du nouvel archevêque de Lichfield. Ce découpage semble plausible, mais la Gesta est une source tardive qui n'est pas forcément fiable : Guillaume confond notamment Hygeberht avec son successeur Aldwulf, et il ne précise pas d'où lui vient cette liste d'évêchés rattachés à Lichfield.
Malgré l'élévation de Hygeberht, Jænberht conserve la primauté, ayant été élu avant lui. On ignore comment il a réagi à la division de son archiépiscopat,. La communauté monastique de la cathédrale de Cantorbéry ne semble quant à elle jamais avoir reconnu l'élévation de Hygeberht : la seule charte d'Offa postérieure au concile de Chelsea où il continue à être appelé « évêque » concerne des terres dans le Kent oriental, et le style d'écriture de la charte suggère qu'elle a été rédigée au scriptorium de Cantorbéry. À la mort de Jænberht, en 792, c'est pourtant Hygeberht qui sacre son successeur Æthelhard, le 21 juillet 793, après qu'Offa s'est enquis de la procédure à suivre auprès d'Alcuin d'York. Hygeberht est dès lors considéré comme le prélat le plus important du sud de l'Angleterre : son nom figure avant celui d'Æthelhard dans toutes les chartes où ils apparaissent ensemble.
Durant l'archiépiscopat de Hygeberht, des synodes communs aux provinces de Lichfield et Cantorbéry sont tenus, présidés par les deux archevêques. Ces assemblées sont techniquement irrégulières, puisque la procédure canonique veut que chaque province archiépiscopale organise ses synodes. Les raisons d'être de ces synodes communs sont incertaines : il peut aussi bien s'agir d'un désir d'Offa de dominer entièrement les affaires ecclésiastiques du sud de l'Angleterre que d'une volonté des archevêques de Cantorbéry de conserver une certaine mainmise sur les affaires de Lichfield.

### Abdication et mort
Offa meurt en juillet 796, et son fils Ecgfrith le suit dans la tombe quelques mois plus tard. C'est un parent lointain, Cenwulf, qui lui succède sur le trône. Peu après son avènement, le nouveau roi envisage de remplacer les deux archevêchés par un seul, basé à Londres, ce qui correspondrait selon lui aux souhaits originaux du pape Grégoire le Grand. Cenwulf envoie des messagers au pape Léon III en 797 et en 798 pour suggérer la création d'un archevêché de Londres qui serait offert à Æthelhard. Ces messagers rendent le pape Adrien Ier responsable des problèmes rencontrés avec l'archevêché de Lichfield. Ces critiques déplaisent à Léon III, qui rejette l'idée de Cenwulf. En 801, le roi de Mercie écrase une rébellion dans le Kent, ce qui lui permet d'asseoir son autorité sur Cantorbéry et de contrôler l'archevêché. Finalement, en 802, Léon III admet que la décision prise par Adrien Ier était invalide et basée sur une présentation déformée des faits par Offa. Cantorbéry redevient l'unique archevêché du sud de l'Angleterre, décision annoncée par Æthelhard au concile de Clofesho en 803.
Hygeberht abandonne sa charge à une date inconnue avant que Lichfield ne redevienne un évêché. Il est encore qualifié d'archevêque en 799, mais certains éléments laissent à penser qu'il ne contrôle déjà plus autant d'évêques suffragants qu'avant. Son successeur Aldwulf est qualifié de simple évêque à sa première apparition dans les sources, qui correspond à un concile tenu en 801. Hygeberht est mentionné pour la dernière fois lors du concile de 803, en qualité ni d'archevêque, ni d'évêque, mais d'abbé d'un monastère non précisé. La date de sa mort est inconnue.
L'archevêque de Cantorbéry Æthelhard est le premier à exiger que les évêques qui lui sont subordonnés prêtent serment au moment de leur élection. Cette coutume pourrait avoir vu le jour en réaction à l'affaire de l'archevêché de Lichfield.